# Porträtt av Maria Bastiaens van Hout
Porträtt av Maria Bastiaens van Hout är en oljemålning av den nederländske barockkonstnären Frans Hals. Den utfördes 1643 och ingår sedan 1972 i samlingarna på Nationalmuseum i Stockholm.
Den här målningen porträtterar Maria van Hout (död före 1666) som är stramt klädd i svart med stärkt vitt linne i halskragen och i hättan. Detta var det rådande modet för en gift kvinna ur mennoniternas krets, en protestantisk anabaptistisk frikyrka. Hennes status förstärks genom påkostade moderiktiga detaljer, som den mjuka pälsen och handskarna. 
Hals var en uppskattad porträttmålare i Haarlem som utvecklade en egen måleriteknik. Med flyhänta penseldrag kunde han få fram såväl individuella ansiktsdrag som frasande sidentyger. Hans stil kännetecknas av en omedelbarhet i både den lätta med säkra penselföringen och i den levande framställningen av modellerna. Porträtten är inte högstämda som hos den samtida Rembrandt, utan Hals tycks ha koncentrerat sig på att förmedla direkta känslor och rena sinnesstämningar. Modellernas ofta avspända uttryck får betraktaren att uppleva det som om man kommer dem inpå livet. 